# Un type comme moi ne devrait jamais mourir
Pour plus de détails, voir Fiche technique et Distribution.
Un type comme moi ne devrait jamais mourir est un film français réalisé par Michel Vianey, sorti en 1976.

## Synopsis
Léopold, entrepreneur, se réfugie dans sa voiture et s'éloigne d'un monde qu'il refuse.

## Fiche technique
- Titre : Un type comme moi ne devrait jamais mourir
- Réalisation : Michel Vianey
- Scénario : Michel Vianey
- Photographie : Georges Barsky
- Son : René Levert
- Montage : Agnès Guillemot
- Musique : Mort Shuman
- Assistant réalisateur : Jean-Patrick Lebel
- Production : Bernard Lenteric
- Société de production : Film and Co
- Pays d'origine :  France
- Format : couleur - 35 mm - 1,66:1 - Mono
- Genre : comédie dramatique
- Durée : 100 minutes
- Dates de sortie : 
  - France : 1er septembre 1976

## Distribution
- Jean-Michel Folon : Léopold Bloom
- Francine Racette : Suzy Bloom
- Mort Shuman : Anatole
- Bernard Fresson : Max
- Henri Garcin : Jube
- Sabine Glaser : Betty
- Bernadette Lafont : Marthe
- Marcelle Grastin : La mère de Léo
- Anne Jousset : Secrétaire du professeur Alain
- Maurice Travail : Client Léopold
- David Gabison : Client Léopold
- Maurice Vallier : Client Léopold
- Sébastien Floche : Client Léopold
- Roger Riffard : Le chef de la casse
- Bouboule : Employé de la casse (comme Bouboule)